# Атентат срещу Световния търговски център в Ню Йорк през 1993
Атентатът срещу Световния търговски център през 1993 г. е извършен на 26 февруари 1993 г., когато кола-бомба е взривена под Северната кула на Световния търговски център в Ню Йорк.
Мощното взривно устройство е трябвало да събори Северната кула (Кула Едно) към Южната кула (Кула Две) и така да паднат двете кули. Това не успява да стане, но загиват 6 души, а други 1042 са ранени.
Атаката е планирана от група заговорници от Близкия изток, които са финансирани от Халед Шейх Мохамед. През март 1994, четирима от атентаторите са обвинени в провеждане на заговор, разрушаване на имущество чрез експлозия и международно пренасяне на експлозиви. През ноември 1997 още двама са обвинени.